# Terele Pávez
Terele Pávez (* 29. Juli 1939 in Bilbao als Teresa Marta Ruiz Penella; † 11. August 2017 in Madrid) war eine spanische Schauspielerin und Goya-Preisträgerin.

## Leben
Terele Pávez war eine Tochter des Politikers Rámon Ruiz Alonso. So wie ihre Schwestern Emma Penella und Elisa Montés wurde sie zur Schauspielerin ausgebildet und war ab Ende der 1950er Jahre in Filmen und danach auch im Theater und Fernsehen zu sehen.
2014 wurde sie für Die Hexen von Zugarramurdi mit dem Goya als Beste Nebendarstellerin ausgezeichnet. Für diesen Filmpreis war sie zuvor bereits fünf Mal nominiert gewesen. Insgesamt wirkte sie an 100 Film- und Fernsehproduktionen mit.

## Filmografie (Auswahl)
- 1959: Tenemos 18 años
- 1962: Salto mortal
- 1970: Fortunata y Jacinta
- 1975: Blutige Magie (Malocchio)
- 1987: Laura – Vom Himmel kommt die Nacht (Laura, del cielo llega la noche)
- 1988: Diario de invierno
- 1988: El aire de un crimen
- 1993: El laberinto griego
- 1995: El día de la bestia
- 1996: La Celestina
- 2000: Allein unter Nachbarn – La comunidad (La comunidad)
- 2002: 800 Bullets (800 balas)
- 2002–2003: Cuéntame Cómo Pasó (Fernsehserie, 24 Folgen)
- 2003: Nudos
- 2004: Mala uva
- 2006: The Baby’s Room (Películas para no dormir: La habitación del niño)
- 2007: Los Totenwackers
- 2010: Mad Circus – Eine Ballade von Liebe und Tod (Balada triste de trompeta)
- 2013: Die Hexen von Zugarramurdi (Las brujas de Zugarramurdi)
- 2015: My Big Night (Mi gran noche)
- 2016: La puerta abierta
- 2017: El Bar – Frühstück mit Leiche
- 2019: ¡Ay, mi madre!